# 우크라이나어 위키백과
우크라이나어 위키백과(우크라이나어: Українська Вікіпедія, Ukrayins’ka Vikipediya)는 우크라이나어로 된 위키백과이다. 2004년 1월 30일에 시작되었다. 2013년 3월 3일 문서 수가 43만개를 돌파했고, 최근에는 위키백과 중 14번째로 큰 위키백과가 되었다. 기호는 uk이다.